# Atribución
Se puede definir una atribución como la interpretación o explicación que se hace acerca de las causas, motivos y razones de algún suceso (incluyendo creencias, actitudes y comportamientos) ya sea en otros o en el individuo que la hace. Una atribución puede ser correcta o no. 
Se ha sugerido que los individuos tienden a utilizar atribuciones en forma estable, es decir, que se pueden encontrar en ellos estrategias o estilos de atribución. Por ejemplo, se dice que un individuo tiene estrategias de atribución interna cuando atribuye a causas internas a sí mismo (por ejemplo, su propio carácter; habilidad o esfuerzo, etc), sus éxitos o fracasos. Se tiene una estrategia de atribución externa cuando se tiende a encontrar las razones del fracaso o éxito propio en causas tales como suerte, accidentes, cola
Parece seguir que la existencia de estrategias de atribución adecuadas puede ser un elemento de importancia para lograr buenos niveles de desarrollo y funcionamiento en una persona. Por ejemplo, alguien que perciba que sufre de una enfermedad debido a una causa externa, fuera de su control pero operando a una característica interna y permanente en sí mismo (Dios me ha dado esta enfermedad para castigarme de los pecados que no puedo evitar cometer) podría tener una prognosis menos optimista que quien considere que tal enfermedad se debe a una situación puntual (por ejemplo, una infección); que puede ser tratada fácilmente médicamente y un mínimo de esfuerzo por su parte.

## Citas y referencias
1. ↑  Por ejemplo: Elizabeth Hartney: Attribution Archivado el 8 de marzo de 2012 en Wayback Machine.